# Sideritis
- Commons
- Wikispecies

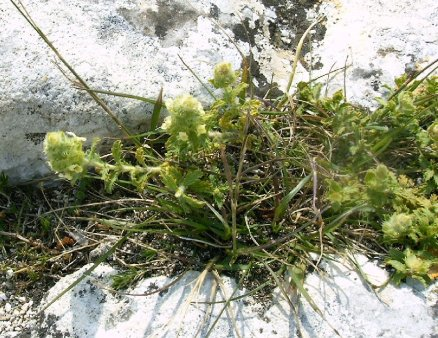
Sideritis scordioides.

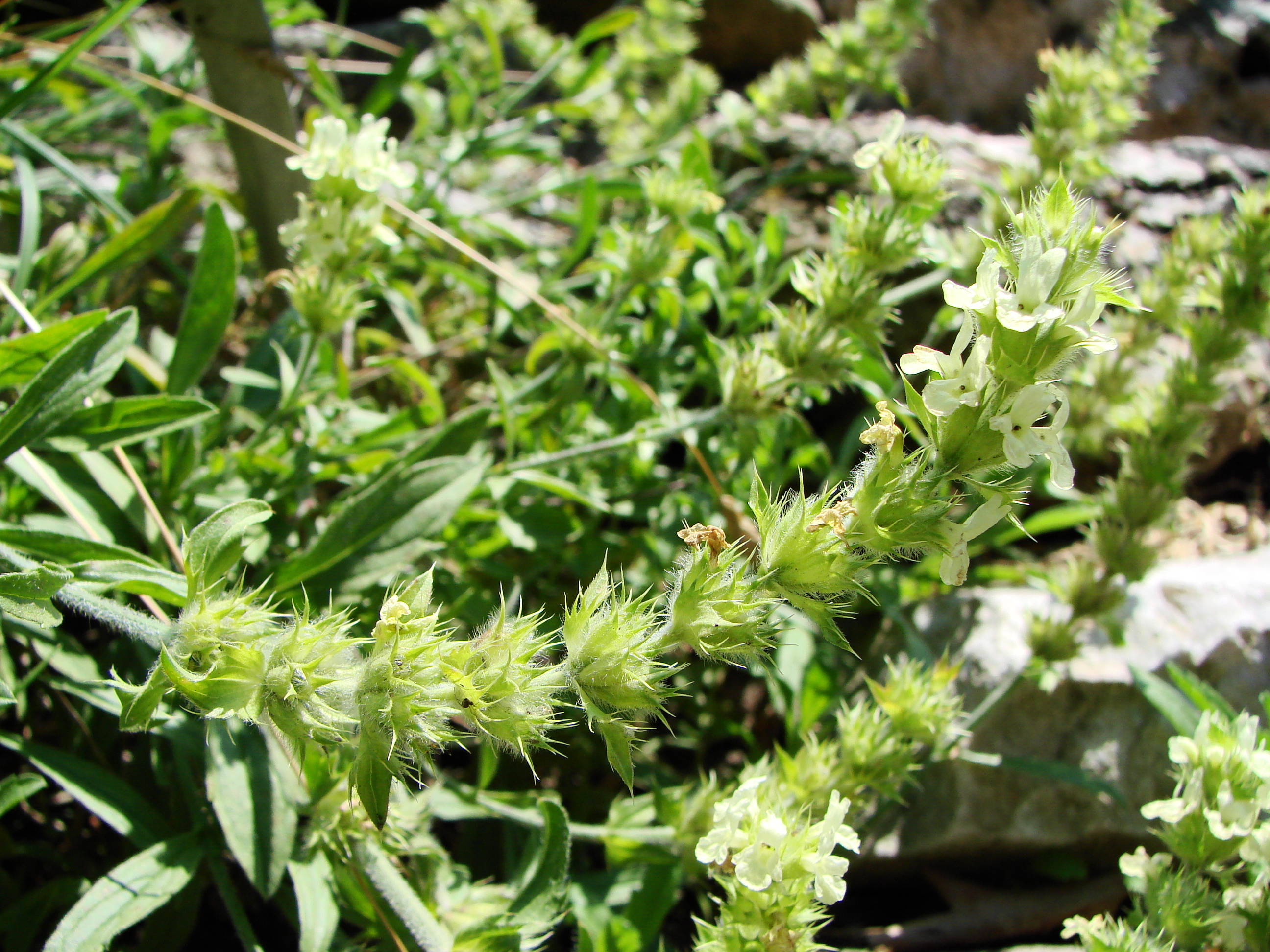
Sideritis hyssopifolia.

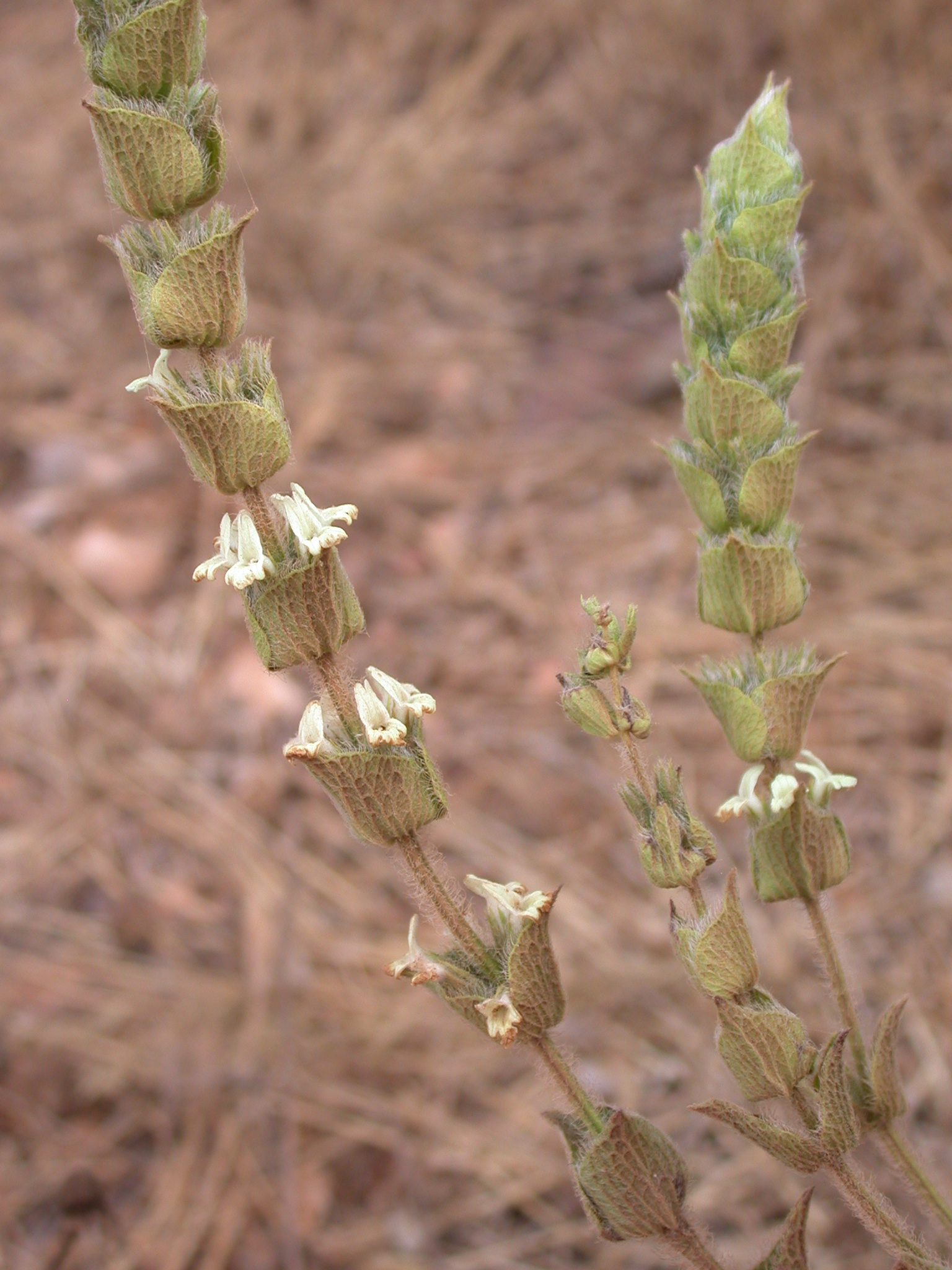
Sideritis perfoliata.

Sideritis L. é um gênero botânico da família Lamiaceae, encontrado na região do Mediterrâneo, Macaronésia e África temperada.

## Sinonímia
- Leucophae Webb et Berthel.

## Espécies
Sideritis aculeata Sideritis aegyptiaca Sideritis ajpetriana
Sideritis akkarensis Sideritis akmanii Sideritis albiflora
Sideritis algarviensis Sideritis almeriensis Sideritis alopecuros
Sideritis alpina Sideritis altiatlantica Sideritis amasiaca
Sideritis ambigua Sideritis angustifolia Sideritis antiatlantica
Sideritis approximata Sideritis aragonensis Sideritis aranensis
Sideritis arborescens Sideritis argolica Sideritis argosphacelus
Sideritis arguta Sideritis argyrea Sideritis arizagana
Sideritis armeniaca Sideritis athoa Sideritis atlantica
Sideritis atrinervia Sideritis augustini Sideritis aurasiaca
Sideritis balansae Sideritis barbellata Sideritis bastanitsensis
Sideritis baetica Sideritis benedictoi Sideritis beniboufraiana
Sideritis bifaria Sideritis biflora Sideritis bilgeriana
Sideritis boissieri Sideritis boissieriana Sideritis bolleana
Sideritis bolosiana Sideritis borgiae Sideritis bourgaei
Sideritis bourgaeana Sideritis brachycalyx Sideritis brevibracteata
Sideritis brevicaulis Sideritis brevidens Sideritis brevispica
Sideritis briquetiana Sideritis brutia Sideritis bubanii
Sideritis bullata Sideritis cabrerae Sideritis calduchii
Sideritis calycantha Sideritis camarae Sideritis canariensis
Sideritis candelii Sideritis candicans Sideritis candida
Sideritis cantabrica Sideritis carbonellis Sideritis carrissoana
Sideritis carolipauana Sideritis caesarea Sideritis cassia
Sideritis castellana Sideritis catalaunica Sideritis catillaris
Sideritis caureliana Sideritis cavanillesii Sideritis chamaedrifolia
Sideritis chamaedryfolia Sideritis chamaedryoides Sideritis chlorostegia
Sideritis christii Sideritis ciliata Sideritis cilicica
Sideritis cirujanoi Sideritis clandestina Sideritis comosa
Sideritis condensata Sideritis conferta Sideritis congesta
Sideritis cossoniana Sideritis crenata Sideritis cretica
Sideritis crispata Sideritis cuatrecasasii Sideritis curvidens
Sideritis cypria Sideritis cystosiphon Sideritis danielii
Sideritis dasygnaphala Sideritis debeauxi Sideritis decumbens
Sideritis dendro Sideritis deserti Sideritis dianica
Sideritis discolor Sideritis distans Sideritis dubia
Sideritis dura Sideritis ebracteata Sideritis elegans
Sideritis endressi Sideritis endressii Sideritis engleriana
Sideritis errata Sideritis eriocephala Sideritis erythrantha
Sideritis euboea Sideritis euxina Sideritis eynensis
Sideritis faurei Sideritis ferrensis Sideritis fernandez
Sideritis ferrensis Sideritis fernandez Sideritis fetida
Sideritis flaviflora Sideritis flavovirens Sideritis florida
Sideritis fontii Sideritis fontiqueriana Sideritis fontqueri
Sideritis foetens Sideritis foetida Sideritis foucauldiana
Sideritis fragrans Sideritis fruticulosa Sideritis funkiana
Sideritis gaditana Sideritis galatica Sideritis georgica
Sideritis germanicopolitana Sideritis getula Sideritis gineslopezii
Sideritis glacialis Sideritis glandulifera Sideritis glauca
Sideritis gomeraea Sideritis gossypina Sideritis gracilis
Sideritis granatensis Sideritis grandiflora Sideritis grantii
Sideritis guillonii Sideritis gulendamii Sideritis guyoniana
Sideritis heraclea Sideritis hirsuta Sideritis hirta
Sideritis hirtula Sideritis hispanica Sideritis hispida
Sideritis hololeuca Sideritis huber Sideritis hyssopifolia
Sideritis ibanyenzii Sideritis ibrahinii Sideritis ilicifolia
Sideritis ilorcitana Sideritis imbrex Sideritis imbricata
Sideritis incana Sideritis infernalis Sideritis integrifolia
Sideritis interrupta Sideritis italica Sideritis jahandiezii
Sideritis javalambrensis Sideritis juncea Sideritis jurana
Sideritis juryi Sideritis kebdanensis Sideritis kuegleriana
Sideritis kurdica Sideritis lacaitae Sideritis lagascana
Sideritis lanata Sideritis lasiantha Sideritis lavandulacea
Sideritis laxespicata Sideritis leptoclada Sideritis leucantha
Sideritis libanotica Sideritis linearifolia Sideritis litaralis
Sideritis longicaulis Sideritis longifolia Sideritis loscosiana
Sideritis lotsyi Sideritis luciae Sideritis lucida
Sideritis lurida Sideritis luteola Sideritis lycaonica
Sideritis lyciae Sideritis macrostachyos Sideritis macrostachys
Sideritis maculata Sideritis maireana Sideritis mansanetiana
Sideritis marcelii Sideritis mariae Sideritis marianica
Sideritis marminorensis Sideritis marmorea Sideritis maroccana
Sideritis marschalliana Sideritis massoniana Sideritis matris
Sideritis microstegia Sideritis mohamedii Sideritis molinae
Sideritis montana Sideritis montserratiana Sideritis moorei
Sideritis mucronata Sideritis mugronensis Sideritis munyozgarmendiae
Sideritis murcica Sideritis murgetana Sideritis mutica
Sideritis nemausensis Sideritis nepetaefolia Sideritis nervosa
Sideritis nigricans Sideritis niveotomentosa Sideritis nusairiensis
Sideritis nutans Sideritis obonisriveraeque Sideritis ochroleuca
Sideritis occidentalis Sideritis ocymastrum Sideritis oleaefolia
Sideritis oromaroccana Sideritis orophila Sideritis oroteneriffae
Sideritis ortonedae Sideritis osteoxyla Sideritis osteoxylla
Sideritis ovata Sideritis ozturkii Sideritis pallida
Sideritis paniculata Sideritis pardoana Sideritis parvifolia
Sideritis pastoris Sideritis patula Sideritis paui
Sideritis pauli Sideritis pavillardi Sideritis peloponnesiaca
Sideritis penzigii Sideritis perezlarae Sideritis perfoliata
Sideritis peruviana Sideritis peyrei Sideritis phleoides
Sideritis phlomifolia Sideritis phlomoides Sideritis phrygia
Sideritis pisidica Sideritis plumosa Sideritis prostrata
Sideritis provincialis Sideritis pullulans Sideritis pumila
Sideritis punctata Sideritis pungens Sideritis purpurea
Sideritis pusilla Sideritis pycnostachys Sideritis pyrenaica
Sideritis raeseri Sideritis regimontana Sideritis remota
Sideritis remotiflora Sideritis repens Sideritis reverchoni
Sideritis rhytidea Sideritis rigida Sideritis riklii
Sideritis romana Sideritis romoi Sideritis rosea
Sideritis rossii Sideritis rotundifolia Sideritis rubioi
Sideritis rubriflora Sideritis rugosa Sideritis ruscinonensis
Sideritis sallentii Sideritis salviaefolia Sideritis saetabensis
Sideritis sauvageana Sideritis scardica Sideritis scordioides
Sideritis scythica Sideritis serrata Sideritis serratifolia
Sideritis sericea Sideritis sicula Sideritis sierrarafolsiana
Sideritis sipylea Sideritis soluta Sideritis spathulata
Sideritis spicata Sideritis spinosa Sideritis spinulosa
Sideritis stachydioides Sideritis stricta Sideritis subspinosa
Sideritis suffruticosa Sideritis sventenii Sideritis syriaca
Sideritis tafraoutiana Sideritis taurica Sideritis teucriifolia
Sideritis theezans Sideritis tmolea Sideritis tomentosa
Sideritis tragoriganum Sideritis trinervia Sideritis trojana
Sideritis tugiensis Sideritis tunetana Sideritis valentina
Sideritis velayosiana Sideritis vestita Sideritis vicentii
Sideritis viciosoi Sideritis vidali Sideritis villosa
Sideritis vincentii Sideritis violascens Sideritis virgata
Sideritis viridifolia Sideritis vulcanica Sideritis vuralii
Sideritis wiedemannii Sideritis woronwii Sideritis yvesiana
Sideritis zaiana
- «Lista completa»

## Classificação do gênero
| Sistema | Classificação                        | Referência               |
| ------- | ------------------------------------ | ------------------------ |
| Linné   | Classe Didynamia, ordem Gymnospermia | Species plantarum (1753) |